# Passato presente e futuro (album)
Passato presente e futuro è il primo album di Umberto Balsamo, pubblicato nel 1974.

## Tracce
1. Passato, presente e futuro
2. Il tuo mondo di specchi
3. Quando parlo con te
4. Amore mio
5. Giochi d'ambizione
6. Bugiardi noi
7. Finalmente soli
8. Conclusioni
9. Se fossi diversa
10. Tu non mi manchi

Arrangiamenti e direzione d'orchestra di Gian Piero Reverberi.